# Olympische Sommerspiele 2012/Hockey
Bei den Olympischen Sommerspielen 2012 in der britischen Hauptstadt London wurden vom 29. Juli bis 11. August zwei Wettbewerbe im Hockey ausgetragen.
Am Turnier nahmen bei Damen und Herren jeweils zwölf Mannschaften teil. Austragungsort war die temporäre Riverbank Arena im Olympiapark, die 16.000 Zuschauern Platz bot.

## Herren

### Medaillengewinner
| Platz | Land        | Sportler |
| ----- | ----------- | --- |
| 1     | Deutschland | Max Weinhold, Oskar Deecke, Florian Fuchs, Moritz Fürste, Martin Häner, Tobias Hauke, Oliver Korn, Maximilian Müller, Jan-Philipp Rabente, Thilo Stralkowski, Christopher Wesley, Benjamin Wess, Timo Wess, Matthias Witthaus, Christopher Zeller, Philipp Zeller, Linus Butt, Nicolas Jacobi. |
| 2     | Niederlande | Sander Baart, Billy Bakker, Marcel Balkestein, Floris Evers, Rogier Hofman, Robert van der Horst, Wouter Jolie, Robbert Kemperman, Teun de Nooijer, Jaap Stockmann, Valentin Verga, Klaas Vermeulen, Bob de Voogd, Mink van der Weerden, Roderick Weusthof, Sander de Wijn                     |
| 3     | Australien  | Nathan Burgers, Matthew Butturini, Joel Carroll, Chris Ciriello, Tim Deavin, Jamie Dwyer, Russell Ford, Matthew Gohdes, Kieran Govers, Fergus Kavanagh, Mark Knowles, Eddie Ockenden, Simon Orchard, Matthew Swann, Glenn Turner, Liam de Young                                                |

### Vorrunde

#### Gruppe A
| Platz | Team           | Siege | Unent. | Ndlg. | Tore  | Diff. | Punkte |
| ----- | -------------- | ----- | ------ | ----- | ----- | ----- | ------ |
| 1.    | Australien     | 3     | 2      | 0     | 23:05 | +18   | 11     |
| 2.    | Großbritannien | 2     | 3      | 0     | 14:08 | +06   | 09     |
| 3.    | Spanien        | 2     | 2      | 1     | 08:10 | −02   | 08     |
| 4.    | Pakistan       | 2     | 1      | 2     | 09:16 | −07   | 07     |
| 5.    | Argentinien    | 1     | 1      | 3     | 10:14 | −04   | 04     |
| 6.    | Südafrika      | 0     | 1      | 4     | 11:22 | −11   | 01     |

| Datum          | Zeit      | Begegnung                    | Ergebnis  |
| -------------- | --------- | ---------------------------- | --------- |
| 30. Juli 2012  | 10:45 Uhr | Australien – Südafrika       | 6:0 (2:0) |
| 30. Juli 2012  | 13:45 Uhr | Spanien – Pakistan           | 1:1 (0:0) |
| 30. Juli 2012  | 19:00 Uhr | Großbritannien – Argentinien | 4:1 (1:0) |
| 1. August 2012 | 08:30 Uhr | Spanien – Australien         | 0:5 (0:3) |
| 1. August 2012 | 16:00 Uhr | Südafrika – Großbritannien   | 2:2 (0:1) |
| 1. August 2012 | 19:00 Uhr | Pakistan – Argentinien       | 2:0 (1:0) |
| 3. August 2012 | 08:30 Uhr | Australien – Argentinien     | 2:2 (2:0) |
| 3. August 2012 | 16:00 Uhr | Großbritannien – Pakistan    | 4:1 (2:0) |
| 3. August 2012 | 19:00 Uhr | Südafrika – Spanien          | 2:3 (1:1) |
| 5. August 2012 | 10:45 Uhr | Pakistan – Südafrika         | 5:4 (3:3) |
| 5. August 2012 | 19:00 Uhr | Großbritannien – Australien  | 3:3 (0:2) |
| 5. August 2012 | 21:15 Uhr | Argentinien – Spanien        | 1:3 (0:0) |
| 7. August 2012 | 10:45 Uhr | Australien – Pakistan        | 7:0 (4:0) |
| 7. August 2012 | 13:45 Uhr | Argentinien – Südafrika      | 6:3 (2:2) |
| 7. August 2012 | 19:00 Uhr | Spanien – Großbritannien     | 1:1 (0:1) |

#### Gruppe B
| Platz | Team        | Siege | Unent. | Ndlg. | Tore  | Diff. | Punkte |
| ----- | ----------- | ----- | ------ | ----- | ----- | ----- | ------ |
| 1.    | Niederlande | 5     | 0      | 0     | 18:07 | +11   | 15     |
| 2.    | Deutschland | 3     | 1      | 1     | 14:11 | +03   | 10     |
| 3.    | Belgien     | 2     | 1      | 2     | 08:07 | +01   | 07     |
| 4.    | Südkorea    | 2     | 0      | 3     | 09:08 | +01   | 06     |
| 5.    | Neuseeland  | 1     | 2      | 2     | 10:14 | −04   | 05     |
| 6.    | Indien      | 0     | 0      | 5     | 06:18 | −12   | 0      |

| Datum          | Zeit      | Begegnung                 | Ergebnis  |
| -------------- | --------- | ------------------------- | --------- |
| 30. Juli 2012  | 08:30 Uhr | Südkorea – Neuseeland     | 2:0 (2:0) |
| 30. Juli 2012  | 16:00 Uhr | Niederlande – Indien      | 3:2 (2:0) |
| 30. Juli 2012  | 21:15 Uhr | Deutschland – Belgien     | 2:1 (1:1) |
| 1. August 2012 | 10:45 Uhr | Belgien – Niederlande     | 1:3 (0:0) |
| 1. August 2012 | 13:45 Uhr | Neuseeland – Indien       | 3:1 (3:1) |
| 1. August 2012 | 21:15 Uhr | Südkorea – Deutschland    | 0:1 (0:1) |
| 3. August 2012 | 10:45 Uhr | Niederlande – Neuseeland  | 5:1 (3:1) |
| 3. August 2012 | 13:45 Uhr | Deutschland – Indien      | 5:2 (4:1) |
| 3. August 2012 | 21:15 Uhr | Belgien – Südkorea        | 2:1 (0:0) |
| 5. August 2012 | 08:30 Uhr | Neuseeland – Belgien      | 1:1 (0:0) |
| 5. August 2012 | 13:45 Uhr | Indien – Südkorea         | 1:4 (1:1) |
| 5. August 2012 | 16:00 Uhr | Niederlande – Deutschland | 3:1 (1:1) |
| 7. August 2012 | 08:30 Uhr | Südkorea – Niederlande    | 2:4 (0:2) |
| 7. August 2012 | 16:00 Uhr | Indien – Belgien          | 0:3 (0:1) |
| 7. August 2012 | 21:15 Uhr | Deutschland – Neuseeland  | 5:5 (2:4) |

### Platzierungsspiele
| Datum              | Zeit      | Begegnung                | Ergebnis  |
| ------------------ | --------- | ------------------------ | --------- |
| Spiel um Platz 11: |           |                          |           |
| 11. August 2012    | 08:30 Uhr | Südafrika – Indien       | 3:2 (2:1) |
| Spiel um Platz 9:  |           |                          |           |
| 9. August 2012     | 08:30 Uhr | Argentinien – Neuseeland | 1:3 (0:3) |
| Spiel um Platz 7:  |           |                          |           |
| 9. August 2012     | 11:30 Uhr | Pakistan – Südkorea      | 3:2 (1:2) |
| Spiel um Platz 5:  |           |                          |           |
| 11. August 2012    | 11:30 Uhr | Spanien – Belgien        | 2:5 (1:4) |

### Finalrunde
| Datum             | Zeit      | Begegnung                    | Ergebnis  |
| ----------------- | --------- | ---------------------------- | --------- |
| Halbfinale:       |           |                              |           |
| 9. August 2012    | 15:30 Uhr | Australien – Deutschland     | 2:4 (1:1) |
| 9. August 2012    | 20:00 Uhr | Großbritannien – Niederlande | 2:9 (1:4) |
| Spiel um Platz 3: |           |                              |           |
| 11. August 2012   | 15:30 Uhr | Australien – Großbritannien  | 3:1 (1:1) |
| Finale:           |           |                              |           |
| 11. August 2012   | 20:00 Uhr | Deutschland – Niederlande    | 2:1 (1:0) |

| Rangliste | Rangliste      |
| Platz     | Team           |
| --------- | -------------- |
| 1.        | Deutschland    |
| 2.        | Niederlande    |
| 3.        | Australien     |
| 4.        | Großbritannien |
| 5.        | Belgien        |
| 6.        | Spanien        |
| 7.        | Pakistan       |
| 8.        | Südkorea       |
| 9.        | Neuseeland     |
| 10.       | Argentinien    |
| 11.       | Südafrika      |
| 12.       | Indien         |

## Damen

### Medaillengewinnerinnen
| Platz | Land           | Sportlerinnen |
| ----- | -------------- | --- |
| 1     | Niederlande    | Kitty van Male, Carlien Dirkse van den Heuvel, Kelly Jonker, Maartje Goderie, Lidewij Welten, Maartje Paumen, Naomi van As, Ellen Hoog, Sophie Polkamp, Joyce Sombroek, Kim Lammers, Eva de Goede, Marilyn Agliotti, Merel de Blaey, Margot van Geffen, Caia van Maasakker  |
| 2     | Argentinien    | Laura del Colle, Rosario Luchetti, Macarena Rodríguez, Luciana Aymar, Carla Rebecchi, Delfina Merino, Martina Cavallero, Florencia Habif, Rocío Sánchez, Daniela Sruoga, Sofia Maccari, Mariela Scarone, Silvina D’Elía, Noel Barrionuevo, Josefina Sruoga, Florencia Mutio |
| 3     | Großbritannien | Beth Storry, Emily Maguire, Laura Unsworth, Crista Cullen, Hannah Macleod, Anne Panter, Helen Richardson, Kate Walsh, Chloe Rogers, Laura Bartlett, Alex Danson, Georgie Twigg, Ashleigh Ball, Sally Walton, Nicola White, Sarah Thomas                                     |

### Vorrunde

#### Gruppe A
| Platz | Team           | Siege | Unent. | Ndlg. | Tore  | Diff. | Punkte |
| ----- | -------------- | ----- | ------ | ----- | ----- | ----- | ------ |
| 1.    | Niederlande    | 5     | 0      | 0     | 12:05 | +7    | 15     |
| 2.    | Großbritannien | 3     | 0      | 2     | 14:07 | +7    | 09     |
| 3.    | China          | 2     | 1      | 2     | 06:03 | +3    | 07     |
| 4.    | Südkorea       | 2     | 0      | 3     | 09:13 | −4    | 06     |
| 5.    | Japan          | 1     | 1      | 2     | 04:09 | −5    | 04     |
| 6.    | Belgien        | 0     | 2      | 3     | 02:10 | −8    | 02     |

| Datum          | Zeit      | Begegnung                    | Ergebnis  |
| -------------- | --------- | ---------------------------- | --------- |
| 29. Juli 2012  | 10:45 Uhr | Niederlande – Belgien        | 3:0 (1:0) |
| 29. Juli 2012  | 13:45 Uhr | China – Südkorea             | 4:0 (1:0) |
| 29. Juli 2012  | 19:00 Uhr | Großbritannien – Japan       | 4:0 (4:0) |
| 31. Juli 2012  | 08:30 Uhr | Niederlande – Japan          | 3:2 (2:0) |
| 31. Juli 2012  | 13:45 Uhr | Belgien – China              | 0:0       |
| 31. Juli 2012  | 16:00 Uhr | Großbritannien – Südkorea    | 5:3 (2:1) |
| 2. August 2012 | 08:30 Uhr | Südkorea – Japan             | 1:0 (0:0) |
| 2. August 2012 | 13:45 Uhr | China – Niederlande          | 0:1 (0:1) |
| 2. August 2012 | 19:00 Uhr | Belgien – Großbritannien     | 0:3 (0:1) |
| 4. August 2012 | 10:45 Uhr | Niederlande – Südkorea       | 3:2 (2:1) |
| 4. August 2012 | 13:45 Uhr | Japan – Belgien              | 1:1 (0:1) |
| 4. August 2012 | 16:00 Uhr | China – Großbritannien       | 2:1 (0:0) |
| 6. August 2012 | 13:45 Uhr | Japan – China                | 1:0 (0:0) |
| 6. August 2012 | 16:00 Uhr | Südkorea – Belgien           | 3:1 (2:0) |
| 6. August 2012 | 19:00 Uhr | Großbritannien – Niederlande | 1:2 (1:0) |

#### Gruppe B
| Platz | Team        | Siege | Unent. | Ndlg. | Tore  | Diff. | Punkte |
| ----- | ----------- | ----- | ------ | ----- | ----- | ----- | ------ |
| 1.    | Argentinien | 3     | 1      | 1     | 12:04 | +8    | 10     |
| 2.    | Neuseeland  | 3     | 1      | 1     | 09:05 | +4    | 10     |
| 3.    | Australien  | 3     | 1      | 1     | 05:02 | +3    | 10     |
| 4.    | Deutschland | 2     | 1      | 2     | 06:07 | −1    | 07     |
| 5.    | Südafrika   | 1     | 0      | 4     | 09:14 | −5    | 03     |
| 6.    | USA         | 1     | 0      | 4     | 04:13 | −9    | 03     |

| Datum          | Zeit      | Begegnung                 | Ergebnis  |
| -------------- | --------- | ------------------------- | --------- |
| 29. Juli 2012  | 08:30 Uhr | Neuseeland – Australien   | 1:0 (1:0) |
| 29. Juli 2012  | 16:00 Uhr | Argentinien – Südafrika   | 7:1 (5:1) |
| 29. Juli 2012  | 21:15 Uhr | Deutschland – USA         | 2:1 (2:0) |
| 31. Juli 2012  | 10:45 Uhr | Südafrika – Neuseeland    | 1:4 (0:3) |
| 31. Juli 2012  | 19:00 Uhr | Argentinien – USA         | 0:1 (0:1) |
| 31. Juli 2012  | 21:15 Uhr | Deutschland – Australien  | 1:3 (1:1) |
| 2. August 2012 | 10:45 Uhr | Australien – USA          | 1:0 (1:0) |
| 2. August 2012 | 16:00 Uhr | Südafrika – Deutschland   | 0:2 (0:1) |
| 2. August 2012 | 21:15 Uhr | Neuseeland – Argentinien  | 1:2 (0:1) |
| 4. August 2012 | 08:30 Uhr | Australien – Südafrika    | 1:0 (1:0) |
| 4. August 2012 | 19:00 Uhr | USA – Neuseeland          | 2:3 (2:2) |
| 4. August 2012 | 21:15 Uhr | Deutschland – Argentinien | 1:3 (0:2) |
| 6. August 2012 | 08:30 Uhr | Neuseeland – Deutschland  | 0:0       |
| 6. August 2012 | 10:45 Uhr | USA – Südafrika           | 0:7 (0:4) |
| 6. August 2012 | 21:15 Uhr | Argentinien – Australien  | 0:0       |

### Platzierungsspiele
| Datum              | Zeit      | Begegnung              | Ergebnis             |
| ------------------ | --------- | ---------------------- | -------------------- |
| Spiel um Platz 11: |           |                        |                      |
| 10. August 2012    | 08:30 Uhr | Belgien – USA          | 2:1 (1:1)            |
| Spiel um Platz 9:  |           |                        |                      |
| 8. August 2012     | 08:30 Uhr | Japan – Südafrika      | 2:1 n. V. (1:1, 0:1) |
| Spiel um Platz 7:  |           |                        |                      |
| 8. August 2012     | 11:30 Uhr | Südkorea – Deutschland | 1:4 (1:2)            |
| Spiel um Platz 5:  |           |                        |                      |
| 10. August 2012    | 11:30 Uhr | China – Australien     | 0:2 (0:0)            |

### Finalrunde
| Datum             | Zeit      | Begegnung                    | Ergebnis                                  |
| ----------------- | --------- | ---------------------------- | ----------------------------------------- |
| Halbfinale:       |           |                              |                                           |
| 8. August 2012    | 15:30 Uhr | Niederlande – Neuseeland     | 5:3 nach 7-Meter-Schießen (2:2, 2:2, 1:1) |
| 8. August 2012    | 20:00 Uhr | Großbritannien – Argentinien | 1:2 (0:2)                                 |
| Spiel um Platz 3: |           |                              |                                           |
| 10. August 2012   | 15:30 Uhr | Neuseeland – Großbritannien  | 1:3 (0:0)                                 |
| Finale:           |           |                              |                                           |
| 10. August 2012   | 20:00 Uhr | Niederlande – Argentinien    | 2:0 (0:0)                                 |

| Rangliste | Rangliste      |
| Platz     | Team           |
| --------- | -------------- |
| 1.        | Niederlande    |
| 2.        | Argentinien    |
| 3.        | Großbritannien |
| 4.        | Neuseeland     |
| 5.        | Australien     |
| 6.        | China          |
| 7.        | Deutschland    |
| 8.        | Südkorea       |
| 9.        | Japan          |
| 10.       | Südafrika      |
| 11.       | Belgien        |
| 12.       | USA            |

## Qualifikation

### Qualifikationskriterien
An den Wettbewerben werden bei Frauen und Männern zwölf Mannschaften mit jeweils 16 Athleten teilnehmen, insgesamt also 384 Athleten. Acht der zwölf Quotenplätze pro Geschlecht wurden bei kontinentalen Meisterschaften und Turnieren vergeben. Es qualifizierten sich bei den Frauen die beiden besten und bei den Männern die drei besten Mannschaften aus Europa, bei den Frauen die beiden besten und bei den Männern die beste Mannschaft aus Asien und gleichermaßen für Frauen und Männer die beiden besten Mannschaften aus Ozeanien und die beste Mannschaft aus Afrika und Amerika. Großbritannien war als Gastgeber automatisch qualifiziert. Platzierte sich Großbritannien bei der Europameisterschaft auf einem Qualifikationsrang, erhält die nächstfolgende Mannschaft den Quotenplatz.
Abschließend wurden im Jahr 2012 bei Frauen und Männern noch drei internationale Qualifikationsturniere mit jeweils sechs Mannschaften veranstaltet. Der jeweilige Sieger qualifizierte sich für das olympische Turnier.
Übersicht aller Qualifikationswettbewerbe:
Männer
- Asienspiele 2010 in  Guangzhou, 13. bis 24. November 2010
- Feldhockey-Europameisterschaft 2011 in  Mönchengladbach, 20. bis 28. August 2011
- Afrikanisches Olympiaqualifikationsturnier in  Bulawayo, 2. bis 11. September 2011
- Ozeanien-Cup in  Hobart, 5. bis 9. Oktober 2011
- Panamerikanische Spiele in  Guadalajara, 20. bis 29. Oktober 2011
- 1. Qualifikationsturnier in  Delhi, 18. bis 26. Februar 2012
- 2. Qualifikationsturnier in  Dublin, 10. bis 18. März 2012
- 3. Qualifikationsturnier in  Kakamigahara, 26. April bis 6. Mai 2012

Frauen
- Asienspiele 2010 in  Guangzhou, 13. bis 24. November 2010
- Feldhockey-Europameisterschaft 2011 in  Mönchengladbach, 20. bis 28. August 2011
- Afrikanisches Olympiaqualifikationsturnier in  Bulawayo, 2. bis 11. September 2011
- Ozeanien-Cup in  Hobart, 5. bis 9. Oktober 2011
- Panamerikanische Spiele in  Guadalajara, 19. bis 28. Oktober 2011
- 1. Qualifikationsturnier in  Delhi, 18. bis 25. Februar 2012
- 2. Qualifikationsturnier in  Kontich, 17. bis 25. März 2012
- 3. Qualifikationsturnier in  Kakamigahara, 25. April bis 5. Mai 2012

Bei den Asienspielen sicherten sich bei den Männern Pakistan und bei den Frauen China und Südkorea ihre Teilnahme, bei den Europameisterschaften konnten sich jeweils die deutsche und niederländische Mannschaft, bei den Männern zudem Belgien qualifizieren. Aus Ozeanien kamen erwartungsgemäß jeweils Australien und Neuseeland dazu, bei den Panamerikanischen Spielen sicherte sich schließlich bei den Männern Argentinien und bei den Frauen überraschend die US-amerikanische Mannschaft ihre Teilnahmen.
Beim afrikanischen Qualifikationsturnier in Bulawayo qualifizierte sich bei Frauen und Männern jeweils die südafrikanische Mannschaft. Die Startplätze wurden jedoch später zurückgegeben, weil das Turnier aus Sicht des südafrikanischen Verbands keinen ausreichenden Leistungsnachweis für die Teilnahme darstellte. Stattdessen startete die Frauenmannschaft beim Qualifikationsturnier in Delhi, wo sie sich endgültig qualifizierte. Die Männermannschaft nahm am Qualifikationsturnier in Kakamigahara teil und konnte sich ebenfalls endgültig qualifizieren. Die frei werdenden Quotenplätze wurden auf Grundlage der Weltrangliste bei den Frauen an Argentinien und bei den Männern an Spanien vergeben.

### Qualifikationsturniere

#### Herren
| 1. Qualifikationsturnier 18.–26. Februar 2012 in Delhi |            |          |        |
| Rang                                                   | Mannschaft | Tordiff. | Punkte |
| 1.                                                     | Indien     | 36:8     | 15     |
| 2.                                                     | Frankreich | 17:8     | 10     |
| 3.                                                     | Polen      | 24:13    | 9      |
| 4.                                                     | Kanada     | 29:8     | 7      |
| 5.                                                     | Italien    | 7:27     | 3      |
| 6.                                                     | Singapur   | 5:54     | 0      |

| Vorrunde         |            |            |      |
| 18. Februar      | Kanada     | Italien    | 9:0  |
| 18. Februar      | Frankreich | Polen      | 2:1  |
| 18. Februar      | Indien     | Singapur   | 15:1 |
| 19. Februar      | Kanada     | Polen      | 2:3  |
| 19. Februar      | Singapur   | Frankreich | 0:9  |
| 19. Februar      | Indien     | Italien    | 8:1  |
| 21. Februar      | Singapur   | Kanada     | 1:15 |
| 21. Februar      | Polen      | Italien    | 7:2  |
| 21. Februar      | Frankreich | Indien     | 2:6  |
| 22. Februar      | Polen      | Singapur   | 11:3 |
| 22. Februar      | Italien    | Frankreich | 0:3  |
| 22. Februar      | Kanada     | Indien     | 2:3  |
| 24. Februar      | Italien    | Singapur   | 4:0  |
| 24. Februar      | Frankreich | Kanada     | 1:1  |
| 24. Februar      | Indien     | Polen      | 4:2  |
| Spiel um Platz 5 |            |            |      |
| 26. Februar      | Italien    | Singapur   | 5:0  |
| Spiel um Platz 3 |            |            |      |
| 26. Februar      | Polen      | Kanada     | 3:4  |
| Finale           |            |            |      |
| 26. Februar      | Indien     | Frankreich | 8:1  |

| 2. Qualifikationsturnier 10.–18. März 2012 in Dublin |            |          |        |
| Rang                                                 | Mannschaft | Tordiff. | Punkte |
| 1.                                                   | Südkorea   | 23:7     | 13     |
| 2.                                                   | Irland     | 23:3     | 11     |
| 3.                                                   | Malaysia   | 19:8     | 10     |
| 4.                                                   | Russland   | 10:20    | 6      |
| 5.                                                   | Chile      | 9:20     | 3      |
| 6.                                                   | Ukraine    | 5:31     | 0      |

| Vorrunde         |          |          |      |
| 10. März         | Malaysia | Chile    | 5:1  |
| 10. März         | Irland   | Russland | 6:1  |
| 10. März         | Südkorea | Ukraine  | 8:2  |
| 11. März         | Malaysia | Russland | 6:2  |
| 11. März         | Ukraine  | Irland   | 0:12 |
| 11. März         | Südkorea | Chile    | 6:1  |
| 13. März         | Ukraine  | Malaysia | 1:5  |
| 13. März         | Russland | Chile    | 4:3  |
| 13. März         | Irland   | Südkorea | 1:1  |
| 15. März         | Russland | Ukraine  | 2:0  |
| 15. März         | Malaysia | Südkorea | 2:3  |
| 15. März         | Chile    | Irland   | 0:3  |
| 17. März         | Südkorea | Russland | 5:1  |
| 17. März         | Chile    | Ukraine  | 4:2  |
| 17. März         | Irland   | Malaysia | 1:1  |
| Spiel um Platz 5 |          |          |      |
| 18. März         | Chile    | Ukraine  | 1:2  |
| Spiel um Platz 3 |          |          |      |
| 18. März         | Malaysia | Russland | 6:1  |
| Finale           |          |          |      |
| 18. März         | Südkorea | Irland   | 3:2  |

| 3. Qualifikationsturnier 26. April–6. Mai 2012 in Kakamigahara |                     |          |        |
| Rang                                                           | Mannschaft          | Tordiff. | Punkte |
| 1.                                                             | Japan               | 27:6     | 13     |
| 2.                                                             | Südafrika           | 27:10    | 11     |
| 3.                                                             | Volksrepublik China | 14:8     | 9      |
| 4.                                                             | Österreich          | 8:9      | 7      |
| 5.                                                             | Tschechien          | 8:15     | 3      |
| 6.                                                             | Brasilien           | 2:38     | 0      |

| Vorrunde         |            |            |      |
| 26. April        | China      | Österreich | 1:0  |
| 26. April        | Japan      | Tschechien | 6:0  |
| 26. April        | Südafrika  | Brasilien  | 11:1 |
| 28. April        | Südafrika  | Tschechien | 6:2  |
| 28. April        | Brasilien  | China      | 0:8  |
| 28. April        | Japan      | Österreich | 4:1  |
| 30. April        | Österreich | Tschechien | 2:1  |
| 30. April        | Brasilien  | Japan      | 0:11 |
| 30. April        | China      | Südafrika  | 2:5  |
| 2. Mai           | Österreich | Brasilien  | 3:1  |
| 2. Mai           | Japan      | Südafrika  | 3:3  |
| 2. Mai           | Tschechien | China      | 0:1  |
| 4. Mai           | Tschechien | Brasilien  | 5:0  |
| 4. Mai           | China      | Japan      | 2:3  |
| 4. Mai           | Südafrika  | Österreich | 2:2  |
| Spiel um Platz 5 |            |            |      |
| 6. Mai           | Tschechien | Brasilien  | 5:1  |
| Spiel um Platz 3 |            |            |      |
| 6. Mai           | China      | Österreich | 5:3  |
| Finale           |            |            |      |
| 6. Mai           | Japan      | Südafrika  | 1:2  |

#### Damen
| 1. Qualifikationsturnier 18.–26. Februar 2012 in Delhi |            |          |        |
| Rang                                                   | Mannschaft | Tordiff. | Punkte |
| 1.                                                     | Südafrika  | 14:5     | 13     |
| 2.                                                     | Indien     | 11:7     | 10     |
| 3.                                                     | Italien    | 9:6      | 8      |
| 4.                                                     | Ukraine    | 8:7      | 7      |
| 5.                                                     | Kanada     | 7:15     | 4      |
| 6.                                                     | Polen      | 2:11     | 0      |

| Vorrunde         |           |           |     |
| 18. Februar      | Südafrika | Polen     | 2:1 |
| 18. Februar      | Italien   | Kanada    | 2:2 |
| 18. Februar      | Indien    | Ukraine   | 1:1 |
| 19. Februar      | Polen     | Italien   | 1:4 |
| 19. Februar      | Südafrika | Ukraine   | 2:0 |
| 19. Februar      | Indien    | Kanada    | 4:1 |
| 21. Februar      | Kanada    | Ukraine   | 2:5 |
| 21. Februar      | Italien   | Südafrika | 1:1 |
| 21. Februar      | Polen     | Indien    | 0:3 |
| 22. Februar      | Ukraine   | Italien   | 1:2 |
| 22. Februar      | Kanada    | Polen     | 1:0 |
| 22. Februar      | Indien    | Südafrika | 2:5 |
| 24. Februar      | Ukraine   | Polen     | 1:0 |
| 24. Februar      | Südafrika | Kanada    | 4:1 |
| 24. Februar      | Italien   | Indien    | 0:1 |
| Spiel um Platz 5 |           |           |     |
| 26. Februar      | Kanada    | Polen     | 3:0 |
| Spiel um Platz 3 |           |           |     |
| 26. Februar      | Italien   | Ukraine   | 2:1 |
| Finale           |           |           |     |
| 26. Februar      | Südafrika | Indien    | 3:1 |

| 2. Qualifikationsturnier 17.–25. März 2012 in Kontich |            |          |        |
| Rang                                                  | Mannschaft | Tordiff. | Punkte |
| 1.                                                    | Belgien    | 22:1     | 13     |
| 2.                                                    | Irland     | 17:4     | 13     |
| 3.                                                    | Spanien    | 12:6     | 7      |
| 4.                                                    | Russland   | 9:11     | 7      |
| 5.                                                    | Frankreich | 9:18     | 3      |
| 6.                                                    | Mexiko     | 5:34     | 0      |

| Vorrunde         |            |            |      |
| 17. März         | Spanien    | Mexiko     | 7:0  |
| 17. März         | Irland     | Frankreich | 5:1  |
| 17. März         | Belgien    | Russland   | 4:0  |
| 18. März         | Spanien    | Frankreich | 2:1  |
| 18. März         | Irland     | Russland   | 3:0  |
| 18. März         | Mexiko     | Belgien    | 0:12 |
| 20. März         | Mexiko     | Irland     | 0:5  |
| 20. März         | Russland   | Frankreich | 3:2  |
| 20. März         | Belgien    | Spanien    | 1:0  |
| 22. März         | Russland   | Mexiko     | 5:1  |
| 22. März         | Irland     | Spanien    | 3:2  |
| 22. März         | Frankreich | Belgien    | 0:4  |
| 23. März         | Frankreich | Mexiko     | 5:4  |
| 23. März         | Spanien    | Russland   | 1:1  |
| 23. März         | Belgien    | Irland     | 1:1  |
| Spiel um Platz 5 |            |            |      |
| 25. März         | Frankreich | Mexiko     | 5:1  |
| Spiel um Platz 3 |            |            |      |
| 25. März         | Spanien    | Russland   | 5:1  |
| Finale           |            |            |      |
| 25. März         | Belgien    | Irland     | 4:1  |

| 3. Qualifikationsturnier 25. April–5. Mai 2012 in Kakamigahara |               |          |        |
| Rang                                                           | Mannschaft    | Tordiff. | Punkte |
| 1.                                                             | Japan         | 23:1     | 13     |
| 2.                                                             | Aserbaidschan | 15:6     | 10     |
| 3.                                                             | Chile         | 8:6      | 8      |
| 4.                                                             | Belarus       | 10:10    | 7      |
| 5.                                                             | Österreich    | 3:22     | 3      |
| 6.                                                             | Malaysia      | 5:19     | 1      |

| Vorrunde         |               |               |     |
| 25. April        | Chile         | Weißrussland  | 1:3 |
| 25. April        | Japan         | Österreich    | 7:0 |
| 25. April        | Aserbaidschan | Malaysia      | 4:0 |
| 27. April        | Aserbaidschan | Weißrussland  | 3:0 |
| 27. April        | Japan         | Malaysia      | 8:0 |
| 27. April        | Österreich    | Chile         | 0:3 |
| 29. April        | Chile         | Japan         | 0:0 |
| 29. April        | Österreich    | Aserbaidschan | 0:5 |
| 29. April        | Weißrussland  | Malaysia      | 2:2 |
| 1. Mai           | Malaysia      | Chile         | 1:2 |
| 1. Mai           | Aserbaidschan | Japan         | 1:4 |
| 1. Mai           | Weißrussland  | Österreich    | 5:0 |
| 3. Mai           | Österreich    | Malaysia      | 3:2 |
| 3. Mai           | Japan         | Weißrussland  | 4:0 |
| 3. Mai           | Chile         | Aserbaidschan | 2:2 |
| Spiel um Platz 5 |               |               |     |
| 5. Mai           | Österreich    | Malaysia      | 0:5 |
| Spiel um Platz 3 |               |               |     |
| 5. Mai           | Chile         | Weißrussland  | 2:1 |
| Finale           |               |               |     |
| 5. Mai           | Japan         | Aserbaidschan | 5:1 |

### Qualifizierte Mannschaften
| Qualifizierte Mannschaften | Qualifizierte Mannschaften | Qualifizierte Mannschaften | Qualifizierte Mannschaften |
| Herren                     | Herren                     | Damen                      | Damen                      |
| -------------------------- | -------------------------- | -------------------------- | -------------------------- |
| Gastgeber                  | Großbritannien             | Gastgeber                  | Großbritannien             |
| Afrika                     | –                          | Afrika                     | –                          |
| Amerika                    | Argentinien                | Amerika                    | USA                        |
| Asien                      | Pakistan                   | Asien                      | China                      |
| Europa                     | Belgien                    | Asien                      | Südkorea                   |
| Europa                     | Deutschland                | Europa                     | Deutschland                |
| Europa                     | Niederlande                | Europa                     | Niederlande                |
| Ozeanien                   | Australien                 | Ozeanien                   | Australien                 |
| Ozeanien                   | Neuseeland                 | Ozeanien                   | Neuseeland                 |
| 1. Qualifikationsturnier   | Indien                     | 1. Qualifikationsturnier   | Südafrika                  |
| 2. Qualifikationsturnier   | Südkorea                   | 2. Qualifikationsturnier   | Belgien                    |
| 3. Qualifikationsturnier   | Südafrika                  | 3. Qualifikationsturnier   | Japan                      |
| Einladung                  | Spanien                    | Einladung                  | Argentinien                |

## Medaillenspiegel
| Platz | Land           | G | S | B | Gesamt |
| ----- | -------------- | - | - | - | ------ |
| 1     | Niederlande    | 1 | 1 | 0 | 2      |
| 2     | Deutschland    | 1 | 0 | 0 | 1      |
| 3     | Argentinien    | 0 | 1 | 0 | 1      |
| 4     | Australien     | 0 | 0 | 1 | 1      |
| 4     | Großbritannien | 0 | 0 | 1 | 1      |
| Total | Total          | 2 | 2 | 2 | 6      |